# Miroslav Holeček
Miroslav Holeček (* 26. února 1961 Frýdek-Místek) je český fyzik a v letech 2015 až 2023 rektor Západočeské univerzity v Plzni.

## Život
V letech 1979 až 1985 vystudoval Matematicko-fyzikální fakultu Univerzity Karlovy, kde získal titul doktora přírodních věd. Doktorát z oboru aplikovaná mechanika absolvoval v letech 1992 až 1996 na Fakultě aplikovaných věd Západočeské univerzity, ve stejném oboru se zde také v roce 2004 habilitoval.
V letech 1986 až 1995 působil jako samostatný výzkumný a vývojový pracovník ve Výzkumném ústavu Škoda Plzeň. Od roku 1996 je akademickým a vědecko-výzkumným pracovníkem Západočeské univerzity v Plzni, v letech 2007 až 2015 zde byl ředitelem Výzkumného centra Nové technologie.
V listopadu 2014 byl zvolen rektorem Západočeské univerzity v Plzni, když porazil dosavadní rektorku Ilonu Mauritzovou. Prezident republiky jej pak do funkce jmenoval 5. února 2015, funkce se ujal 1. března.
V listopadu 2018 byl akademickým senátem opět zvolen rektorem Západočeské univerzity v Plzni, v lednu 2019 jej pak do funkce jmenoval prezident Miloš Zeman. Funkci vykonával do konce února 2023, kdy jej vystřídal Miroslav Lávička.